# Joachim Christensen
Joachim Christensen (født 7. november, 1978 i København i Danmark) er en dansk MMA-udøver, der konkurrerer i letsværvægt-klassen i Ultimate Fighting Championship. Han repræsenterer klubben Arte Suave i København.
I hans seneste kamp den 15. januar 2017 i Arizona fik han en TKO sejr mod Bojan Mihajlovic.
Han er tidligere Superior Challenge og GMC MMA letsværvægts-mester.